# Deer Park (Texas)
Deer Park ist eine Stadt im Harris County im US-Bundesstaat Texas in den Vereinigten Staaten. Das U.S. Census Bureau hat bei der Volkszählung 2020 eine Einwohnerzahl von 34.495 ermittelt.

## Geographie
Die Stadt liegt in der südöstlichen Ecke des Countys, im Südosten von Texas, ist im Osten etwa 120 Kilometer von Louisiana, im Südosten etwa 40 Kilometer vom Golf von Mexiko entfernt und hat eine Gesamtfläche von 26,8 km².

## Geschichte
Der Ort wurde 1893 als Depot der Galveston, Harrisburg and San Antonio Railway gegründet und im gleichen Jahr wurde das erste Postbüro eingerichtet. 1896 hatte die Ansiedlung 40 Einwohner, ein Hotel und einen Gemischtwarenladen. 1946, nach der Eröffnung eines Produktionswerkes für Trinitrotoluol, besser bekannt als TNT, begann der Ort zu wachsen, 1950 auf 736 Einwohner und 4865 Personen im Jahr 1960.

## Demografische Daten
Nach der Volkszählung im Jahr 2000 lebten hier 28.520 Menschen in 9.615 Haushalten und 7.941 Familien. Die Bevölkerungsdichte betrug 1.062,9 Einwohner pro km². Ethnisch betrachtet setzte sich die Bevölkerung zusammen aus 90,01 % weißer Bevölkerung, 1,31 % Afroamerikanern, 0,41 % amerikanischen Ureinwohnern, 1,13 % Asiaten, 0,13 % Bewohnern aus dem pazifischen Inselraum und 5,25 % aus anderen ethnischen Gruppen. Etwa 1,76 % waren gemischter Abstammung und 15,22 % der Bevölkerung waren spanischer oder lateinamerikanischer Abstammung.
Von den 9.615 Haushalten hatten 43,6 % Kinder unter 18 Jahre, die im Haushalt lebten. 66,8 % davon waren verheiratete, zusammenlebende Paare. 11,5 % waren allein erziehende Mütter und 17,4 % waren keine Familien. 14,0 % aller Haushalte waren Singlehaushalte und in 4,2 % lebten Menschen, die 65 Jahre oder älter waren. Die Durchschnittshaushaltsgröße betrug 2,93 und die durchschnittliche Größe einer Familie belief sich auf 3,23 Personen.
29,0 % der Bevölkerung waren unter 18 Jahre alt, 9,4 % von 18 bis 24, 30,3 % von 25 bis 44, 23,9 % von 45 bis 64, und 7,4 % die 65 Jahre oder älter waren. Das Durchschnittsalter war 35 Jahre. Auf 100 weibliche Personen aller Altersgruppen kamen 98,7 männliche Personen. Auf 100 Frauen im Alter von 18 Jahren und darüber kamen 96,2 Männer.

Das jährliche Durchschnittseinkommen eines Haushalts betrug 61.334 USD, das Durchschnittseinkommen einer Familie 66.516 USD. Männer hatten ein Durchschnittseinkommen von 50.867 USD gegenüber den Frauen mit 30.926 USD. Das Prokopfeinkommen betrug 24.440 USD. 5,6 % der Bevölkerung und 4,0 % der Familien lebten unterhalb der Armutsgrenze. Davon waren 5,4 % Kinder und Jugendliche unter 18 Jahren und 4,9 % waren 65 oder älter.